# 阿爾托 (密歇根州)
阿爾托（英語：Alto）是位於美國密歇根州肯特縣鮑恩鎮區的一個非建制地區。

## 地理
阿爾托所處的海拔為高於海平面248米（即814英呎），而該地所採用的時區為UTC-5，即北美东部時區（EST）。同時該地設有夏令時間，為UTC-5調快一小時，即UTC-4（EDT）。